# Шамполик-Шамплан
Шамполик-Шамплан је насеље у Италији у округу Долина Аосте, региону Долина Аосте.
Према процени из 2011. у насељу је живело 392 становника. Насеље се налази на надморској висини од 1691 м.